# Кроссолорикарии
Кроссолорикарии (лат. Crossoloricaria) — род лучепёрых рыб из семейства кольчужных сомов, обитающий в Южной Америке. Научное название происходит от греч. krossoi — «кисточка» и лат. lorica — «кожаный доспех».

## Описание
Общая длина представителей этого рода колеблется от 10 до 18,3 см. Есть 3 пары усов умеренной длины, самые длинные расположены на верхней челюсти. Рот представляет собой своеобразную присоску. Рот умеренно большой, зубов больше на нижней челюсти. Туловище коренастое. Скелет состоит из 31-36 позвонков. Брюхо не полностью покрыто костными пластинами, его средняя часть покрыта двойным рядом пластин. Лучи всех плавников разветвлённые. Спинной плавник умеренно длинный, с 1 жёстким шипом. Грудные плавники довольно длинные, достигают брюшных плавников. Анальный плавник небольшой, имеет 1 жёсткий луч.

## Образ жизни
Это донные рыбы. Предпочитают жить в пресных водах. Речные виды живут на умеренном течении. Рыбы этого рода живут исключительно на песчаных почвах. Питаются личинками насекомых и останками растительности.

## Размножение
Самка откладывает от 30 до 60 икринок. Самцы вынашивают икру на нижней губе.

## Распространение
Обитают в бассейнах рек Амазонка (верхняя часть), Магдалена, Рио-Гранде, а также в озере Маракайбо (Венесуэла, Колумбия, Эквадор, Боливия и Перу). Встречаются в реках Панамы, впадающих в Тихий океан.

## Классификация
На май 2018 года в род включают 5 видов:
- Crossoloricaria bahuaja F. Chang & E. Castro, 1999
- Crossoloricaria cephalaspis Isbrücker, 1979
- Crossoloricaria rhami Isbrücker & Nijssen, 1983
- Crossoloricaria variegata (Steindachner, 1879)
- Crossoloricaria venezuelae (L. P. Schultz, 1944)